# Aldo Lecci
Aldo Lecci (Firenze, 5 agosto 1900 – Firenze, 1974) è stato un politico e rivoluzionario italiano.

## Biografia
Il fiorentino Aldo Lecci (detto Tullio, Mario Marini e Francesco Paoli), garzone di bottega alla panetteria Bagnoli, si iscrive nel 1917 alla Gioventù socialista (Partito Socialista Italiano, PSI), per poi aderire al Partito Comunista d'Italia (PCd'I) fin dalla sua nascita (gennaio 1921). Entra nei "gruppi d'azione comunisti" e combatte il fascismo come responsabile delle formazioni di difesa armata nelle zone cittadine di Santa Croce, San Salvi, del Bandino e di Ponte a Ema. Dopo vari scontri con i cosiddetti "schiavisti", nel 1923 emigra in Francia, prima a Parigi da dove viene espulso dopo una "rissa" con i "neri" nel 1925, e poi a Lione dove lavora come fabbro nella ditta Cognasso. Dopo il III congresso, svoltosi in clandestinità a Lione nel 1926, è espulso con altri sedici membri dal PCd'I. 
Nel 1928, a Pantin (nella periferia nordorientale di Parigi), è protagonista nella fondazione della Frazione di sinistra del PCd'I ed entra nel Comitato centrale. Nel 1931 dirige la federazione lionese della Frazione che conta venti membri ed è, con Carlo Mazzucchelli ed Enrico Russo, punto di riferimento della Sinistra Comunista italiana nei dipartimenti francesi. Nel 1933 torna clandestinamente in Italia, dove ha rapporti con Luigi Repossi e Bruno Fortichiari, ma non con Amadeo Bordiga che non riesce a contattare.
Nel settembre 1936 è a Barcellona, insieme a Turiddu Candoli e Benjamin Feingold (detto Mitchell), per dibattere con i compagni della Frazione sulla partecipazione al conflitto spagnolo; prende contatti con Julián Gorkin, dirigente del Partido Obrero de Unificación Marxista (POUM), e con il professore anarchico Camillo Berneri. Nel 1937 è a Marsiglia, saldatore alle Acciaierie Nord. Lecci è contrario alle idee di Perrone sull'economia di guerra e, nel 1939, è contrario allo scioglimento della Frazione. 
Nel periodo della guerra, esercita una lotta clandestina a Tolone, a Marsiglia e a La Seyne-sur-Mer. Di nuovo in Italia nel 1945, viene eletto nel Comitato centrale del Partito Comunista Internazionalista ed è segretario della Federazione di Firenze. Nel 1948, viene arrestato con tre militanti, dopo l'uccisione del marchese Lapo Viviani della Robbia, noto ex gerarca fascista, realizzata dal compagno Ilario Filippi. Al secondo congresso del partito, a Milano nel 1952, è promotore della tendenza rappresentata da Onorato Damen. In collaborazione con Ferragni, Bottaioli e lo stesso Damen è tra gli istitutori della fazione internazionalista "Battaglia Comunista", con cui rimarrà schierato fino alla morte, avvenuta nel 1974.